# Strelasund
Strelasund é um braço do mar Báltico localizado na costa alemã da Pomerânia Ocidental. É um estreito que separa a ilha de Rügen do continente e liga o Báltico, a norte, com a baía de Greifswald, a sudeste. Nas suas margens está a cidade de Stralsund.
Como única via de ligação entre Rügen e a terra firme há um aterro, chamado «Rügendamm», situado sobre o Strelasund. A infraestrutura foi melhorada com a ponte Rügen, inaugurada em 20 de outubro de 2007 pela chanceler alemã Angela Merkel. Esta ponte tem um comprimento de 2831 m e o pilar central tem uma altura de 120 m.
A única ilha de qualquer tamanho no meio do Strelasund é Dänholm, ao largo de Stralsund, que transporta parte do Rügendamm através do estreito. Do lado de Rügen, a costa é em muitos lugares íngreme, embora seja pontuada por linhas costeiras mais baixas com juncais em alguns lugares. No lado continental, no entanto, as praias são primordialmente planas.
O Strelasund foi local de duas batalhas. O primeiro desses combates foi em 1362 e o segundo em 1369, e colocaram o rei dinamarquês Valdemar IV contra a frota hanseática. O litígio entre as duas partes foi resolvido pelo  Tratado de Stralsund em 1370.